# Trattato di Utrecht (1474)

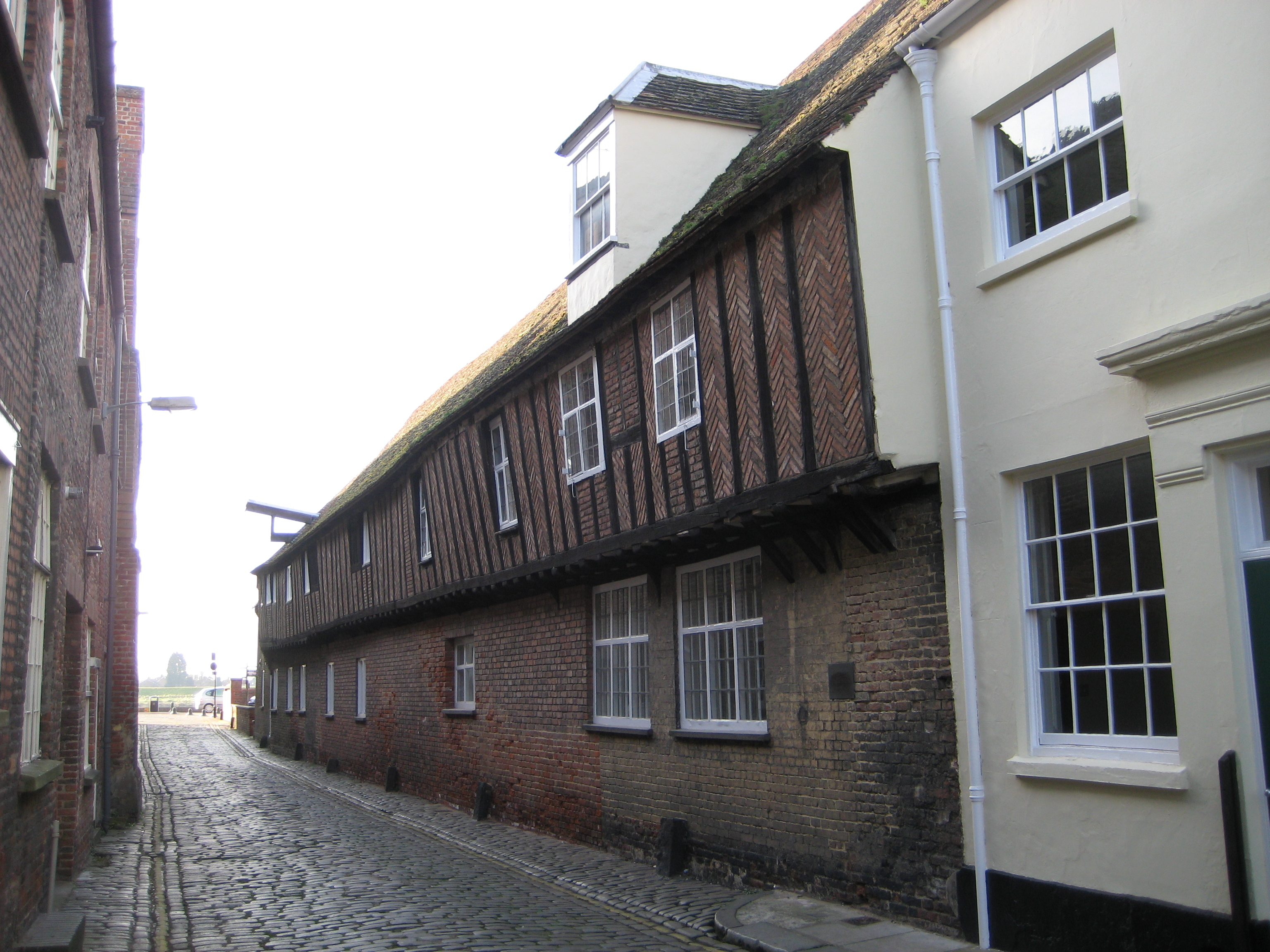
Magazzino anseatico al King's Lynn.

Il trattato di Utrecht fu firmato nel 1474 dopo la guerra anglo-anseatica tra l'Inghilterra e la Lega anseatica.
Questa guerra navale era iniziata nel 1470 utilizzando la strategia navale della guerra di corsa nel Mare del Nord e nella Manica; uno dei man-of-war di maggior successo fu la Peter von Danzig. Condotta principalmente dalle città di Danzica e Lubecca, fu una guerra contro la crescente pressione inglese sul commercio delle città anseatiche della costa meridionale del Mar Baltico. L'Inghilterra era in bancarotta dopo anni di guerra e cattiva gestione; la pressione contro il commercio delle città anseatiche sulla costa meridionale del Mar Baltico doveva essere abbandonata, mentre Colonia e altre città tedesche si erano opposte, e furono quindi temporaneamente escluse, dall'Hansa.
Il trattato sancì la pace tra Lubecca e la Confederazione tedesca con l'Inghilterra, ripristinando i privilegi anseatici nel porto di Londra. Questi includevano l'immunità per le franchigie anseatiche dal prelievo del Tunnage e del Poundage, che era stato garantito dal trattato di Utrecht del 1437. Tuttavia, non fermò il declino a lungo termine della Lega in tutta la Germania, un fatto riconosciuto dai prussiani durante la conferenza anglo-anseatica a Utrecht nel 1451. L'Hansa tedesca non poté impedire agli olandesi di penetrare nei mercati portuali baltici. A Riga i lettoni si opposero al trattato di Utrecht, tentando di utilizzare i membri della Lega per impedire la concorrenza commerciale inglese con il continente. L'Hansa ignorò le suppliche di Riga e il trattato fu ratificato. Mentre i Mercanti Avventurieri furono esclusi dal Baltico, perché avevano perso la guerra del 1468-74, si prepararono per i negoziati aventi come scopo quello di ripristinare l'accesso ai Paesi Bassi. Edoardo IV redasse trattati di pace per consentirgli di scendere in guerra con la Francia. In un buon anno, ben il 50% delle entrate dello Scacchiere proveniva dalla dogana, la quale imponeva un dazio del 10% sui panni, ma nel 1470 i dazi sulla lana arrivarono fino al 48% per gli immigrati stranieri. La guerra commerciale doveva finire.
Il trattato, negoziato dal sindaco di Lubecca Hinrich Castorp, concesse alla Lega i privilegi minacciati che consideravano un successo. La Lega Anseatica acquisì la proprietà dei locali dello Steelyard di Londra, che furono garantiti fino alla metà del XVIII secolo come proprietà anseatica a Londra. I londinesi scesero in strada per protestare contro il trattamento ingiusto dei commercianti della città.
All'Hansa fu garantito l'accesso ai porti di Hull, Lynn e Boston e il diritto sui dazi doganali per la somma di £10.000 all'anno. Tra la fine degli anni '70 e '80 del '400, vi fu un boom di vendite di broadcloth, le quali superarono le 13.000 unità. Il trattato fu una parziale sconfitta per gli inglesi. Essi cedettero franchigie ed entrate fiscali per ottenere la pace in Germania e poter commerciare con i Paesi Bassi. Ma il commercio inglese non penetrò di nuovo in Germania con fiducia fino all'epoca elisabettiana. Né esso si riprese nel Baltico.
Il magazzino anseatico di King's Lynn fu costruito nel 1475 come parte del trattato di Utrecht, permettendo all'Hansa di stabilire per la prima volta un deposito commerciale a Lynn. Fu usato per questa funzione fino al 1751 ed è l'unico edificio rimasto della Lega Anseatica in Inghilterra.